# Воробьёв, Сергей Васильевич
Сергей Васильевич Воробьёв (1901 — ?) — советский технолог, специалист в области обработки металлов, лауреат Ленинской премии.
В 1920—1933 служил в РККА, в 1931—1933 курсант Военно-воздушной инженерной академии им. Жуковского.
В 1933—1958 работал на учебно-опытном заводе и в технологической лаборатории ВВИА, последняя должность — старший инженер.
С 1958 — персональный пенсионер.
Ленинская премия 1966 года — за создание нового процесса и комплекса оборудования для изготовления крупномодульных зубчатых колёс.